# Удольф, Пит
Пит Удольф (нидерл. Piet Oudolf; нидерландское произношение: [ˈpeet' ˈʌudɔl(ə)f]; родился 27 октября 1944 года) — голландский ландшафтный дизайнер, питомниковод растений и писатель. Является ведущей фигурой движения «Новые многолетники» — в его проектах и растительных композициях используются обширные заросли травянистых многолетников и трав, подобранных не только по цвету цветков, но и, в неменьшей степени, на основании структурных характеристик. Вывел более 70 сортов растений.

## Биография
Родился 27 октября 1944 года в Харлеме. В молодости работал официантом и барменом в семейном кафе в родном Харлеме, потом продавал оптом рыбу и был сталелитейщиком, пока в 25 лет не устроился в садоводческую фирму. В 1977 году окончил ландшафтную школу и стал заниматься ландшафтным дизайном в родном городе.
В 1982 году поселился с женой и двумя детьми в фермерском доме в деревне Хуммело недалеко от границы с Германией. Здесь основал питомник и сад и начал экспериментировать.

## Философия дизайна
Работая в основном с многолетниками, Удольф практикует натуралистический подход к садоводству. Беря пример с архитектурного дизайна, он отдает приоритет сезонному жизненному циклу растения, а не декоративным соображениям, таким как цветок или цвет. Он сосредотачивается в первую очередь на структурных характеристиках, таких как форма листьев или семенных коробочек, присутствующих до и после цветения растения. Он объясняет: «Мне нравится сад, когда он выглядит хорошо в течение всего года, а не только в какое-то определённое время. Я хочу выйти на улицу и заинтересоваться ею при любой погоде, ранней весной и поздней осенью».
Устойчивость многолетников после посадки является ключом к дизайну Удольфа, особенно использование долгоживущих видов, образующих заросли. В результате сады сохраняются в запланированном состоянии спустя годы после посадки, с небольшими отклонениями от карт, нарисованных Удольфом от руки.
Общий подход Удольфа к посадке изменился с 1980-х годов, когда он и его жена Аня открыли свой питомник в Хуммело, в Гелдерланде. Его ранняя работа с многолетниками состояла из блочных группировок, основанных на структуре и текстуре. Совсем недавно сады Удольфа экспериментировали с различными подходами, которые в целом характеризуются большей натуралистичностью, часто с использованием смесей видов. Изменение стиля было описано как переход от точки зрения художника к точке зрения, основанной на экологии. Впервые он был представлен в общественной работе Удольфа в 2004 году как часть сада Лурье в Чикаго. Такой же подход можно увидеть в проекте New York High Line.

## Проекты

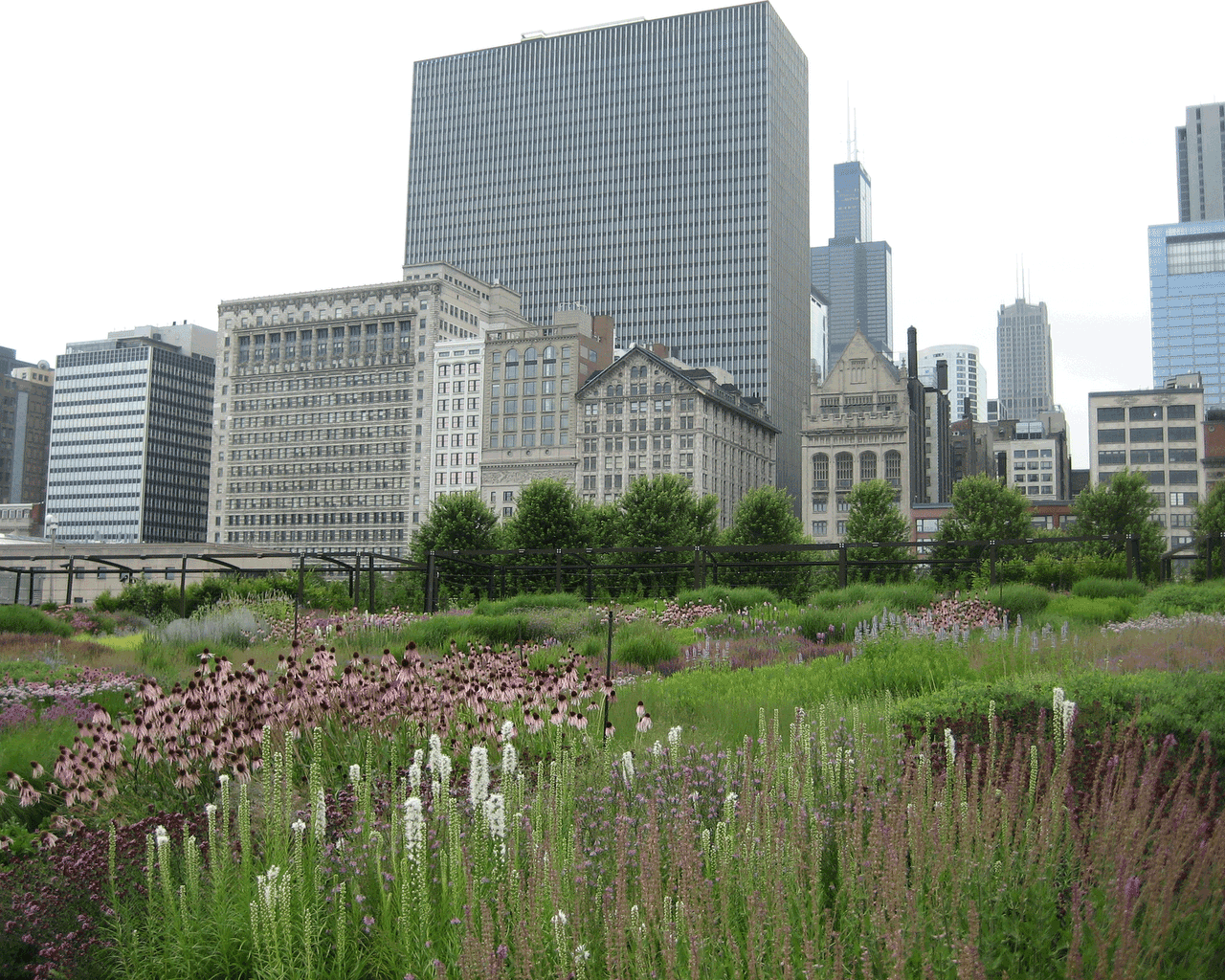
Работа Удольфа и Густафсона в Чикаго (Сад Лурье)

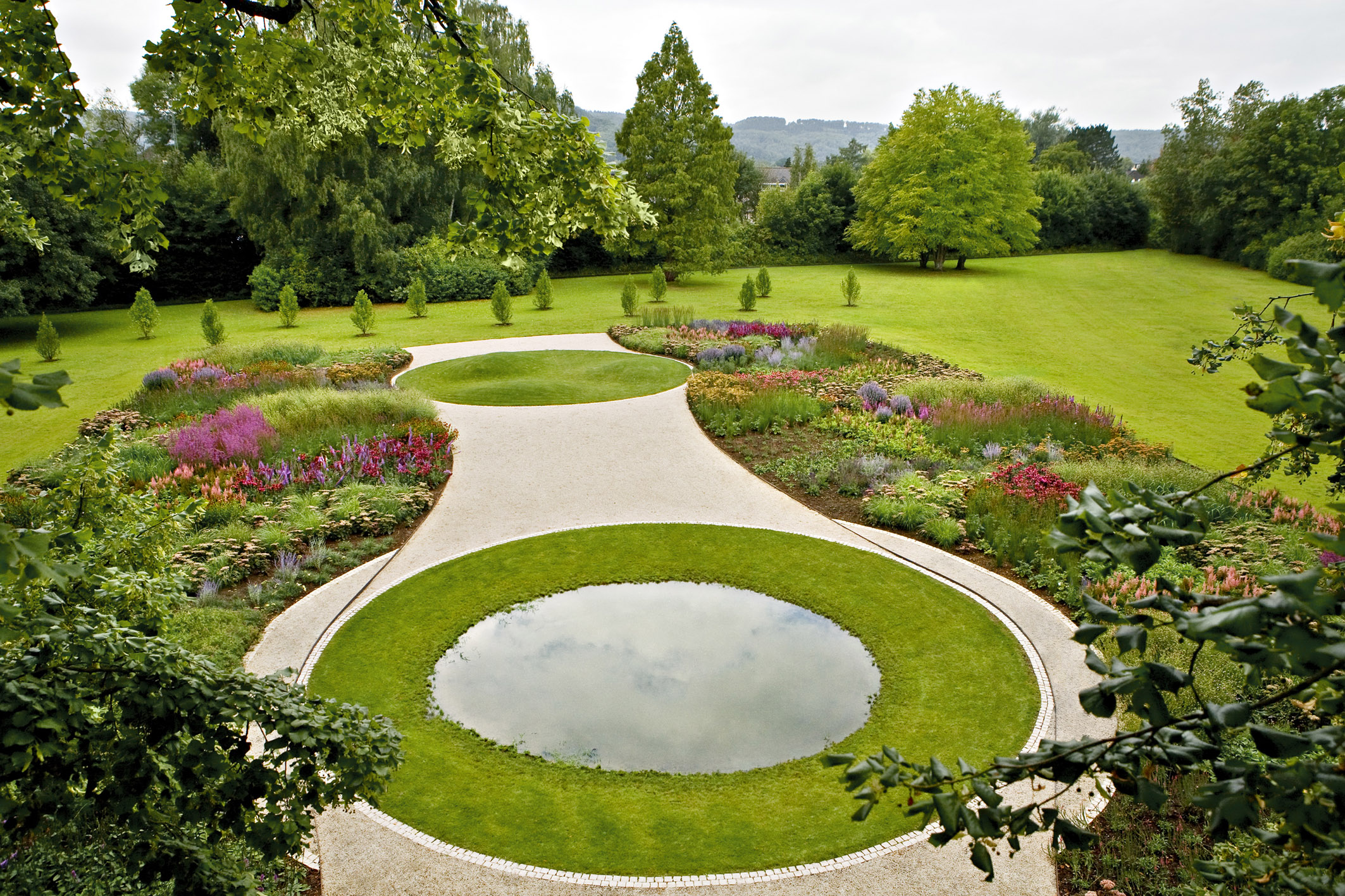
Части Курпарка Бад Дрибург, Германия

- Сад возле Музея дизайна Vitra (2021 г.)
- Oudolf Garden Detroit в Belle Isle Park (Мичиган, США, 2020 г.)
- Луговой сад, Делавэрский ботанический сад (Дагсборо, Делавэр, США, 2019 г.)
- Сад скульптур певицы Ларен (Ларен, Нидерланды, 2018 г.)[14]
- Влиндерхоф (Лейдше-Рейн, Нидерланды, 2014 г.)[15]
- Хаузер и Вирт (Брутон Сомерсет, Англия, 2013 г.)[16]
- Serpentine Gallery, внутренний сад (Лондон, Англия, 2011 с Питером Цумтором)[17]
- Хай Лайн (Нью-Йорк, 2006)
- Прогулка по саду, вход в ботанический сад Торонто (Торонто, 2006 г.)[18]
- Trentham Estate (Трентэм, Сток-он-Трент, 2004 г.)[19]
- Бэттери-парк (Нью-Йорк, 2003 г.)
- Сад Лурье, Миллениум-парк (Чикаго, 2003 г., с Кэтрин Густафсон и Шеннон Никол)
- Скэмпстон-холл (Англия, 2002—2003 гг.)
- ABN Amro Bank (Нидерланды, 2000 г.)
- Хугеланд (Нидерланды, 2001 г.)
- Сад тысячелетия в заповеднике Пенсторп
- Country Cork Garden, Ирландия
- Части Курпарка Бад Дрибург, Германия
- Муниципальный парк Энчёпинга, Швеция

Его собственный сад в Хуммело, недалеко от Арнема в Нидерландах, был основан в 1982 году. Он претерпел множество изменений, которые отражают постоянно развивающийся дизайн Удольфа. Первоначально он был спроектирован с использованием живых изгородей и блоков из тиса (Taxus baccata), отражающих архитектурный стиль Удольфа, который во многом был обязан Миен Рюйсу, дизайнеру, доминировавшему в голландском садовом дизайне в послевоенный период.

### Хай-Лайн (2006)

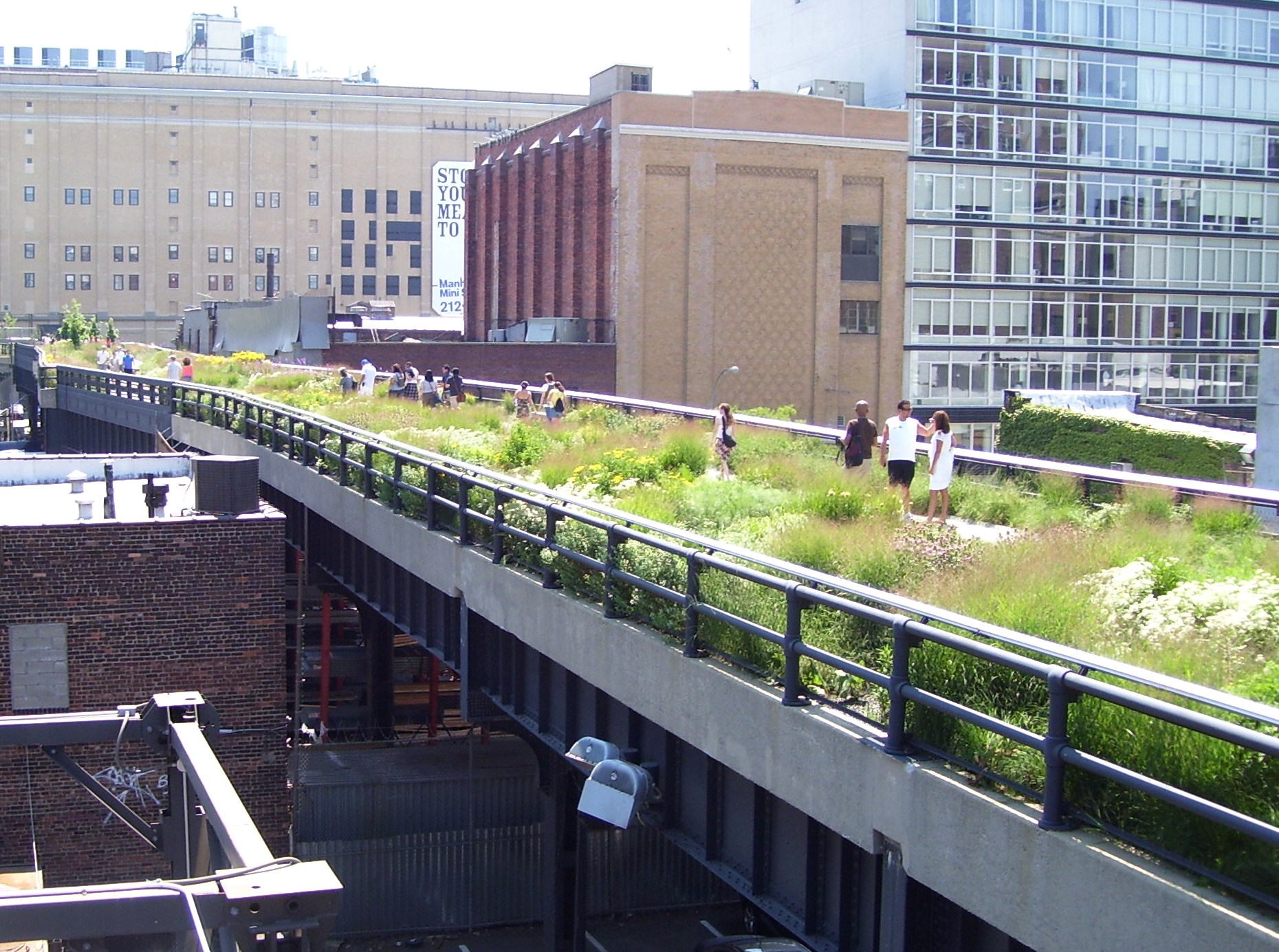
Хай Лайн, Нью-Йорк
(20-я улица, вид на центр)

Работа Удольфа над High Line в значительной степени зависела от растений, произрастающих в этом регионе. Матричные посадки трав с сгруппированными многолетниками использовались, чтобы передать, как растения растут и смешиваются в дикой природе.

## Опубликованные работы
- Gardening With Grasses (1998) with Michael King and Beth Chatto
- Designing With Plants (1999) with Noel Kingsbury
- Dream Plants for the Natural Garden (2000) with Henk Gerritsen – originally published in the Netherlands under the title Méér Droomplanten (1999)
- Planting the Natural Garden (2003) with Henk Gerritsen, revised (2019) with Noel Kingsbury – originally published in the Netherlands under the title Droomplanten (1992)
- Planting Design: Gardens in Time and Space (2005) with Noel Kingsbury
- Landscapes in Landscapes (2011) with Noel Kingsbury
- Planting: A New Perspective (2013) with Noel Kingsbury
- Hummelo: A Journey Through a Plantsman’s Life (2015) with Noel Kingsbury, revised (2021)
- Planting the Oudolf Gardens at Hauser & Wirth Somerset (2020) by Rory Dusoir with forward by Piet Oudolf

## Фильмы
«Пять сезонов: Сады Пита Удольфа» (2017) — документальный фильм Томаса Пайпера, рассказывающий о садах, спроектированных Питом Удольфом в течение пяти сезонов.

## Награды
- Мемориальная медаль Вейча (2002 г.)
- Премия Комиссии общественного дизайна Нью-Йорка за выдающиеся достижения (2004 г.)[24]
- Премия Далекарлика уполномоченных Шведского парка (2009 г.)[25]
- Премия Ассоциации профессиональных ландшафтных дизайнеров (2010 г.)[25]